# Sharon Gaber

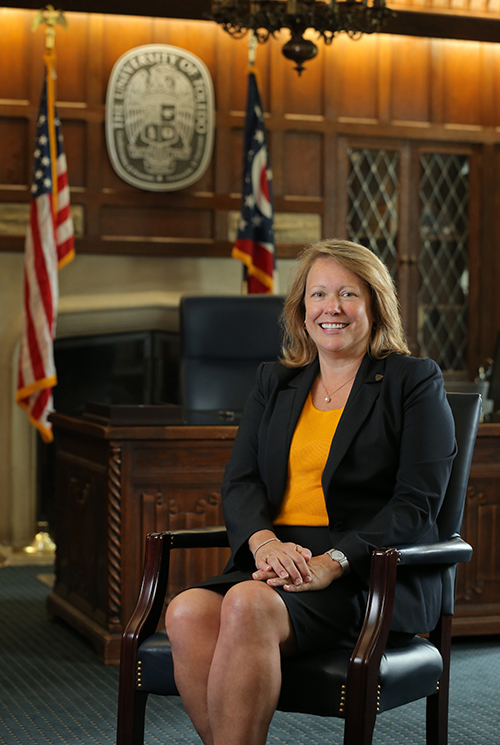
Gaber (2015)

Sharon Lord Gaber (* 1964) ist eine US-amerikanische promovierte Wissenschaftlerin. Sie war von 2015 bis 2020 Präsidentin der University of Toledo.

## Karriere
Ihren Bachelor in Ökonomie und Stadtentwicklung machte Gaber am Occidental College, ihren Master in Planung an der University of Southern California. Ihren Doktor in Stadt- und Regionalplanung machte sie an der Cornell University. 1991 wurde sie Fakultätsmitglied an der University of Nebraska-Lincoln. Ursprünglich eine Assistenzprofessorin, bekam sie 1998 eine ganze Professorentitel und 2001 wurde sie Abteilungsleiterin. 2002 wechselte sie an die Auburn University. Sie begann dort als Professorin und assoziierte Dekanin. Diese Stellung hatte sie bis 2006. Ab 2005 und bis 2007 wurde sie assoziierte Provost. 2007 wurde sie zum Senior assoziierten Provost. 2009 wurde sie Provost und Vizekanzlerin für akademische Angelegenheiten an der University of Arkansas.
Im März 2015 wurde sie nach einer landesweiten Suche zur 17. Präsidentin der University of Toledo ernannt. Sie wurde die erste Frau, die dieses Amt bekleidet. Ihr Vertrag hatte eine Laufzeit bis 2020. 2018 wurde ihr Vertrag vorzeitig bis 2023 verlängert. Damit einhergehend war eine Gehaltserhöhung um 51.000 $ auf 510.000 $. Die Entscheidung des Vorstandes kam weniger als ein Jahr nach der Nachricht, dass das Assistenzarztprogramm der University of Toledo die Akkreditierung verlieren könnte. Die Schule legte Berufung ein und das Programm wurde auf Bewährung gesetzt. Ende April 2020 gab Gaber bekannt, die University of Toledo zu verlassen, um die Stelle der Kanzlerin an der University of North Carolina at Charlotte anzunehmen.

## Veröffentlichungen
- Qualitative Analysis for Planning & Policy. Beyond the Numbers. 2007, ISBN 978-1-932364-32-3.